# گروه رقص آیینی آذربایجانی آیلان
گروه رقص آذربایجانی آیلان از سال ۱۳۸۶ در تهران، فعالیت خود را در زمینهٔ هنرهای آیینی، سنتی، نمایشی و فولکلوریک، به کارگردانی و سرپرستی توحید حاجی بابایی آغاز کرده‌است. این گروه با نمایش‌های گروه خردسال و بزرگسال خود در صحنه‌ها، جشن‌ها، مقاطع مختلف و همچنین فستیوال‌های بین‌المللی حضور پیدا کرده و در چندین صحنه بین‌المللی موفق به کسب عنوان اول شده‌است. از کارها و طراحی‌های منحصر به فرد گروه آیلان می‌توان به رقص‌های آیینی «آرادان»، «آتیشما»، «توولاما» و «بئش‌داش» با کورئوگرافی توحید حاجی بابایی، اشاره کرد.

## افتخارات و جوایز گروه آیلان
| تاریخ       | مکان                                                            | نتیجه |
| ----------- | --------------------------------------------------------------- | --- |
| ۱۴۰۳ دی     | جشنواره رقص درزدن (آلمان)                                       | کسب مقام اول و جایزه برترین اجرا (Grand Prix)                                                             |
| ۱۳۹۸ مهر    | جشنواره رقص آیینی بین المللی بارسلونا (اسپانیا)                 | کسب جایگاه دوم (دیپلم)                                                                                    |
| ۱۳۹۸ مرداد  | نوزدهمین جشنواره بین‌المللی آیینی سنتی تهران                     | کسب عنوان اثر برگزیده                                                                                     |
| ۱۳۹۶ اسفند  | جشنواره رقص فولکلور کازان (روسیه)                               | اعطای جایزه درجه اولی به اجراهای سولو و دوئت استاد حاجی‌بابایی (کاپ های طلا و دیپلم)                       |
| ۱۳۹۶ آبان   | جشنواره رقص و موسیقی آیینی بین المللی ستارگان پراگ (جمهوری چک)  | کسب جایگاه اول (کاپ طلا و دیپلم)                                                                          |
| ۱۳۹۶ آبان   | جشنواره رقص و موسیقی آیینی بین المللی ستارگان وین (اتریش)       | کسب جایگاه اول برای اجراهای گروهی و دوئت (کاپ طلا، مدال طلا و دیپلم)                                      |
| ۱۳۹۶ شهریور | هجدهمین جشنواره بین‌المللی آیینی سنتی تهران                      | جایگاه اول (کسب عنوان برترین گروه نمایش‌های آیینی و حرکات موزون)                                           |
| ۱۳۹۶ مرداد  | جشنواره رقص و موسیقی آیینی بین‌المللی فولکلوریک ریمینی (ایتالیا) | کسب جایگاه اول دوئت خردسالان (کاپ طلا، مدال طلا و دیپلم)                                                  |
| ۱۳۹۶ مرداد  | جشنواره رقص و موسیقی آیینی بین المللی ستارگان پاریس (فرانسه)    | کسب جایگاه اول (کاپ طلا، مدال طلا و دیپلم)                                                                |
| ۱۳۹۶ تیر    | المپیاد رقص آیینی بین المللی نیولایف باتومی (گرجستان)           | کسب جایگاه سوم (مدال برنز و دیپلم)                                                                        |
| ۱۳۹۵ آبان   | نهمین جشنواره آیینی بین المللی سن پترزبورگ (روسیه)              | کسب جایگاه اول (کاپ طلا، دیپلم و جایزه ویژه هیئت داوری در حفظ آیین بومی)                                  |
| ۱۳۹۵ شهریور | ششمین دوره مسابقات جهانی فولکلور (بلغارستان)                    | کسب جایگاه اول و عنوان "قهرمان جهان 2016" در دسته ی رقص های آیینی معتبر (مدال طلا، دیپلم و تندیس اورفیوس) |
| ۱۳۹۴ شهریور | هفدهمین جشنواره بین‌المللی آیینی سنتی تهران                      | کسب عنوان اثر برگزیده                                                                                     |

## اجراهای خارجی و داخلی گروه آیلان

### اجراهای خارجی
- فستیوال بین‌المللی رقص آیینی ایتالیا (مهر ۱۴۰۲)
- فستیوال بین‌المللی کوش آداسی ترکیه با اجرای کودکان آیلان (شهریور ۱۳۹۷)
- جشن روز ملی ایران در اکسپو قزاقستان[۱۳] به عنوان نماینده هنری ایران (مرداد ۱۳۹۶)
- فستیوال بین‌المللی رقص فولکلوریک رم ایتالیا (مرداد ۱۳۹۶)
- جشنواره نوروزی آنتالیای ترکیه (اسفند ۱۳۹۵)
- فستیوال بین‌المللی ادمونتون کانادا (مرداد ۱۳۹۵)
- فستیوال بین‌المللی بارسلونای اسپانیا (تیر ۱۳۹۵)
- فستیوال بین‌المللی دوستلوق باکوی آذربایجان (خرداد ۱۳۹۵)

### برخی از اجراهای داخلی
- جشنواره پسته رفسنجان (شهریور ۱۴۰۳)
- جشن کارکنان دانشگاه امیرکبیر تهران (دی ۱۳۹۸)
- گرامیداشت روز دانشجو در دانشگاه گرمسار (آذر ۱۳۹۸)
- جشن دانشگاه امیر کبیر (آذر ۱۳۹۸)
- ۲۸مین سالگرد تأسیس شرکت فرودگاه‌ها و ناوبری هواپیمایی ایران (تیر ۱۳۹۸)
- ۳۴مین جشنواره موسیقی فجر در تالار وحدت (بهمن ۱۳۹۷)
- جشن فجر و تجلیل از کارمندان نمونه بیمازستان میلاد در سالن همایش دکتر غرضی (بهمن ۱۳۹۷)
- کنسرت گروه رستاک و استاد اسداللهی در برج میلاد (دی ۱۳۹۷)
- گرامیداشت روز پرستار در بیمارستان میلاد با کودکان آیلان (دی ۱۳۹۷)
- اولین جشنواره دوستی چله و کریسمس در کاخ سعد آباد (آذر ۱۳۹۷)
- جشن سی سالگی مهندسی کامپیوتر دانشگاه صنعتی امیر کبیر (آذر ۱۳۹۷)
- جشن شب چله خانهٔ هنرمندان تهران (آذر ۱۳۹۷)
- شب خاطره دانشکده فنی دانشگاه تهران با کودکان آیلان (آذر ۱۳۹۷)
- همایش زیست‌محیطی یاشیل میشو در مرکز همایش‌های پردیس تهران (آذر ۱۳۹۷)
- جشن فارغ‌التحصیلی دانشکده دامپزشکی دانشگاه تهران (آبان ۱۳۹۷)
- حمایت از معلولین ذهنی در آمفی تئاتر مجتمع نگین غرب (شهریور ۱۳۹۷)
- بزرگداشت شاعر معجز شبستری در مجموعه فرهنگی برج آزادی (شهریور ۱۳۹۷)
- جشن فارغ‌التحصیلی دانشگاه علوم پزشکی اردبیل در سالن فدک (مرداد ۱۳۹۷)
- جشن فارغ‌التحصیلی دانشکده کامپیوتر دانشگاه امیرکبیر (تیر ۱۳۹۷)
- سالن همایش‌های برج میلاد در کنسرت گروه رستاک (تیر ۱۳۹۷)
- بزرگداشت روز دختر در سالن آمفی تئاتر پارک الغدیر (تیر ۱۳۹۷)
- جشن فارغ‌التحصیلی دانشکده علوم دانشگاه تهران (تیر ۱۳۹۷)
- جشن فارغ‌التحصیلی دانشگده نقشه‌برداری دانشگاه تهران (اردیبهشت ۱۳۹۷)
- جشنواره اقوام و ملل دانشگاه علوم پزشکی قزوین (اردیبهشت ۱۳۹۷)
- روز جهانی حمایت از یتیم ایدز در پارک ساعی تهران (اردیبهشت ۱۳۹۷)
- سالروز تأسیس گروه صنعتی توربین ماشین خاورمیانه در مرکز همایش‌های بین‌المللی هتل المپیک تهران (اسفند ۱۳۹۶)
- جشن دانشکده فنی دانشگاه تهران تالار چمران (اسفند ۱۳۹۶)
- تئاتر مشهدی عباد سینما تئاتر مدرن المپیک تهران (اسفند ۱۳۹۶)
- جشنواره توانمندی‌های روستاییان و عشایر در نمایشگاه بین‌المللی تهران (اسفند ۱۳۹۶)
- باشگاه دیپلماتیک وزارت خارجه (اسفند ۱۳۹۶)
- همایش بزرگ دانش آموختگان مهندسی شیمی در مرکز همایش صنعت نفت (اسفند ۱۳۹۶)
- جشن شرکت ملی گاز ایران در تالار وزارت کشور (بهمن ۱۳۹۶)
- نمایش رقص فولکلوریک آذربایجانی آیلان و تئاتر قیز قاپیسی شاه قاپیسی در سینما مدرن المپیک تهران (دی ۱۳۹۶)
- جشن روز کودکان بهبود یافته مؤسسه خیریه محک (دی ۱۳۹۶)
- جشن هفته راهداری و حمل و نقل استان زنجان (آذر ۱۳۹۶)
- جشن مؤسسه خیریه رعد به همراه گروه رقص کرمانجی جایلان مشهد (آذر ۱۳۹۶)
- جشن شب یلدا جامعه معلولین (آذر ۱۳۹۶)
- جشن شب یلدا در فرهنگسرای نیاوران به همراه گروه موسیقی ساری آقا قزاقستان (آذر ۱۳۹۶)
- افتتاح تماشاخانه ارغنون و بزرگداشت استاد ناظرزاده کرمانی (آذر ۱۳۹۶)
- جشنواره رقص آیینی آوای ایل در موزه درآباد تهران (شهریور ۱۳۹۶)
- جشن خیریه رونمایی از کلینیک سیار اطلاع‌رسانی ایدز توسط انجمن احیا در برج میلاد (شهریور ۱۳۹۶)
- جشن خیریه همایش بزرگ کودکان خیر کرج (مرداد ۱۳۹۶)
- جشن میلاد امام رضا (ع) در مؤسسه خیریه معلولین و سالمندان کهریزک (مرداد ۱۳۹۶)
- جشن فارف التحصیلی دانشکده مهندسی برق دانشگاه تهران (مرداد ۱۳۹۶)
- کنسرت استاد وحید اسداللهی در فرهنگسرای نیاوران[۱۴][۱۵] (تیر ۱۳۹۶)
- جشن چشم پزشکان در باشگاه دیپلماتیک وزارت امور خارجه (اردیبهشت ۱۳۹۶)
- جشن فارغ‌التحصیلی دانشکده مهندسی معدن دانشگاه تهران (اردیبهشت ۱۳۹۶)
- جشن خیریه نوروز سالمندان کهریزک (اسفند ۱۳۹۵)
- جشن خیریه عروسی معلولین ذهنی تحت حمایت بهزیستی کرج (بهمن ۱۳۹۵)
- جشن خیریه معلولین بی سرپرست هشتگرد مقارن (اردیبهشت ۱۳۹۵)
- بزرگداشت روز پرستار در سالن همایش بیمارستان میلاد (بهمن ۱۳۹۵)
- بزرگداشت ۴ استاد نامی آذربایجان در فرهنگسرای اندیشه تهران (بهمن ۱۳۹۵)
- جشن هفتاد سالگی مهندسی شیمی دانشگاه تهران در تالار چمران (بهمن ۱۳۹۵)
- همایش یلدا تا نوروز در سالن همایش بوستان گفتگو (دی ۱۳۹۵)
- کنسرت موسیقی آذربایجانی در فرهنگسرای اندیشه تهران (آذر ۱۳۹۵)
- جشنواره اقوام در سالن همایش سازمان محیط زیست (آذر ۱۳۹۵)
- جشنواره اقوام در سالن همایش سازمان محیط زیست (آذر ۱۳۹۵)
- اختتامیه جام صلح و دوستی در حمایت از کودکان کار در ورزشگاه دانشگاه تهران (شهریور ۱۳۹۵)
- اجرای ۶۷ نفر از هنرمندان خردسال و بزرگسال آیلان در بخش‌های مختلف در مجموعه فرهنگی برج آزادی[۱۶][۱۷] (مرداد ۱۳۹۵)
- کنسرت موسیقی و رقص آذربایجانی در تالار وحدت (مرداد ۱۳۹۵)
- جشن افطاری بیماران ام اس در باشگاه انقلاب تهران (تیر ۱۳۹۵)
- دوازدهمین جشن خیریه کودکان شاد در اردوگاه شهید آوینی فشم (تیر ۱۳۹۵)
- جشن بزرگ مرندی‌ها در فرهنگسرای اندیشه تهران (خرداد ۱۳۹۵)
- ایام شعبانیه در دانشکده علوم دانشگاه تهران (خرداد ۱۳۹۵)
- کنگره دامپزشکان کشور در باشگاه دیپلماتیک وزارت خارجه (اردیبهشت ۱۳۹۵)
- بزرگداشت روز جهانی ماما در سالن رازی دانشگاه علوم پزشکی ایران (اردیبهشت ۱۳۹۵)
- جشنواره اقوام مدارس واله (اسفند ۱۳۹۴)
- جشن نوروز کودکان بی سرپرست (اسفند ۱۳۹۴)
- روز جهانی بیماران ام اس در باشگاه انقلاب تهران (بهمن ۱۳۹۴)
- جشن بازنشستگان وزارت خارجه (بهمن ۱۳۹۴)
- برزگداشت روز پرستار در بیمارستان میلاد (بهمن ۱۳۹۴)
- اختتامیه مسابقه ورزشی کارخانه ترانسفورموتورسازی زنجان (بهمن ۱۳۹۴)
- اختتامیه نمایشگاه بین‌المللی گردشگری در نمایشگاه بین‌المللی تهران (بهمن ۱۳۹۴)
- جشن زمستان در بیمارستان میلاد (بهمن ۱۳۹۴)
- اختتامیه شانزدهمین المپیاد ملی مهارت در سالن وزارت کار (بهمن ۱۳۹۴)
- جشن شب یلدا در دانشکده دامپزشکی دانشگاه تهران (آذر ۱۳۹۴)
- اختتامیه جشنواره توانمندی روستاییان در نمایشگاه بین‌المللی تهران (مهر ۱۳۹۴)
- جشن روز جهانی کودک در تالار اجتماعات کوثر تهران (مهر ۱۳۹۴)
- جشن روز جهانی کودک از طرف بنیاد ملی کودک در کاخ نیاوران (مهر ۱۳۹۴)
- اختتامیه هفدهمین جشنواره نمایش‌های آیینی سنتی در محوطه تئاتر شهر (شهریور ۱۳۹۴)
- بزرگداشت روز کارمند در بیمارستان میلاد (شهریور ۱۳۹۴)
- کنگره علمی خانواده سالم در بیمارستان میلاد (شهریور ۱۳۹۴)
- جشن آسمان آبی زمین پاک در بوستان کوکب تهران (شهریور ۱۳۹۴)
- افتتاحیه هفته فرهنگ و هنر آذربایجان و اردبیل – بوستان قایم تهران (شهریور ۱۳۹۴)
- مراسم حمایت از کودکان کار از طرف مؤسسه خیریه تعالی در اردوگاه مام علی کرج (شهریور ۱۳۹۴)
- دومین جشنواره ملی خودباوری در مؤسسه خیریه رعد (شهریور ۱۳۹۴)
- جشن تأسیس شرکت هاردستون در اردبیل (مرداد ۱۳۹۴)
- مراسم حمایت از کودکان سرطانی کهریزک (مرداد ۱۳۹۴)
- جشن تأسیس تیم فوتبال ایثام و کارخانه نارین (مرداد ۱۳۹۴)
- مراسم یادبود زلزله آذربایجان در اکباتان (مرداد ۱۳۹۴)
- سفارت آذربایجان در تهران (خرداد ۱۳۹۴)
- سالگرد تأسیس پتروشیمی جم در باشگاه دیپلماتیک وزارت امور خارجه (فروردین ۱۳۹۴)
- جشن نوروز در سفارت ایتالیا در تهران (اسفند ۱۳۹۳)
- جشن اقوام مدارس واله (اسفند ۱۳۹۳)
- جشن نوروز در دانشگاه شریف و دانشگاه آزاد دانشکده پیراپزشکی دربند (اسفند ۱۳۹۳)
- جشن شهرداری منطقه ۲ الهیه تهران (مهر ۱۳۹۳)
- باشگاه دبپلماتیک وزارت امور خارجه (مهر ۱۳۹۳)
- جشن تابستان در فرهنگسرای بهمن (شهریور ۱۳۹۳)
- مراسم یادبود زلزله آذربایجان در فرهنگسرای شفق (مرداد ۱۳۹۳)
- جشن حمایت از کودکان بی سرپرست در اردوگاه امام خمینی لواسان (تیر ۱۳۹۳)
- کنفرانس بین‌المللی ACG در هتل پارسیان اوین تهران (اردیبهشت ۱۳۹۳)
- ولادت حضرت علی (ع) در کوی دانشگاه تهران (اردیبهشت ۱۳۹۳)
- سلگرد تأسیس کارخانه طبیعت (اردیبهشت ۱۳۹۳)
- جشن شرکت سامسونگ در تالار وحدت (دی ۱۳۹۲)
- بزرگداشت استاد شهریار در تالار امام علی تهران (مهر ۱۳۹۲)
- میلاد امام حسن (ع) در فرهنگسرای خاوران (تیر ۱۳۹۲)
- دانشگاه آزاد هنر تهران (اردیبهشت ۱۳۹۲)
- بزرگداشت یونس امره پخش از کانال TRT در سفارت ترکیه در تهران (فروردین ۱۳۹۲)
- جشن نوروز در کاخ نیاوران (فروردین ۱۳۹۲)
- جشن نوروز در سفارت فرانسه در تهران (اسفند ۱۳۹۱)
- جشن پیروزی انقلاب پخش زنده از شبکه جام جم (بهمن ۱۳۹۱)